# هاروی اسپنسر استیونز
هاروی اسپنسر استیونز (به انگلیسی: Harvey Spencer Stephens) (زادهٔ ۱۲ نوامبر ۱۹۷۰) بازیگر انگلیسی است.
از فیلم‌های معروف او می‌توان به بازی در طالع نحس در نقش دِیمیِن تورن اشاره کرد.